# 旧広西派
旧広西派（きゅうこうせいは）は、中華民国時代における南方軍閥の1つ。旧桂系ともいう。広西派は陸栄廷らが率いた旧広西派と、李宗仁、白崇禧などが率いた新広西派に分けられる。
中華民国の設立後、旧広西派は中国の最も強力な軍閥の1つとして機能した。 軍閥は隣接している湖南省と広東省を支配し、陸栄廷は雲南派と共に護国戦争の間、袁世凱の皇帝即位に反旗を翻した。 雲南省と孫文の中華革命党と共に護法運動を開始したが、すぐに孫と意見が対立し、陳炯明率いる粤軍（広東軍）が、旧広西派への攻撃を開始し両広戦争が勃発した。旧広西派は孫、陳炯明、および雲南派に敗れ消滅し、1920年代前半に李宗仁、白崇禧らの新広西派に取って代わられた。